# جائزة بلنسية الكبرى للدراجات النارية 2005
جائزة بلنسية الكبرى للدراجات النارية 2005 هو سباق دراجات نارية أقيم بتاريخ 6 نوفمبر 2005 في حلبة ريكاردو تورمو. كان الجولة السابعة عشر من أصل 17 في سباق الجائزة الكبرى للدراجات النارية موسم 2005. فاز ماركو ميلاندري بفئة الموتو جي بي بينما جاء نيكي هايدن في المركز الثاني وحصل على المركز الثالث فالنتينو روسي.

## وصلات خارجية
- الموقع الرسمي